# Geraizeiros

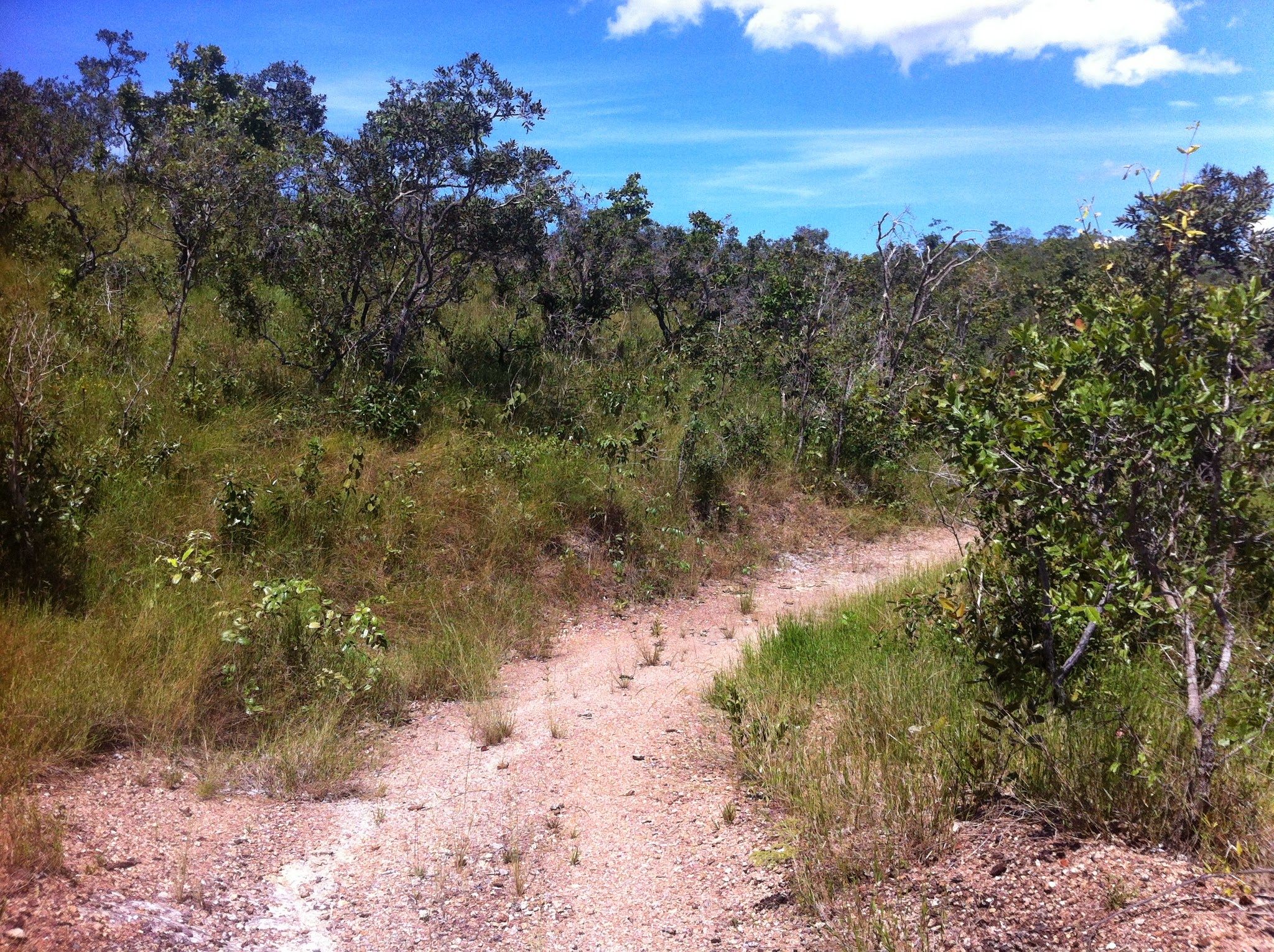
Paisagem de cerrado em Padre Bernardo, estado de Goiás.

Geraizeiro é um habitante tradicional que vive nos cerrados do norte de Minas Gerais (região Sudeste do Brasil). Este termo deriva do fato de que o norte do estado, uma região de cerrado, é conhecido como os Gerais, contração de Minas dos Matos Gerais. O geraizeiro também é chamado de catrumano.

Mesorregião Norte Mineiro, segundo a classificação do Instituto Brasileiro de Geografia e Estatística (IBGE), que criou as mesorregiões e microrregiões. As regiões a oeste e leste também são consideradas, tradicionalmente, parte de os Gerais.

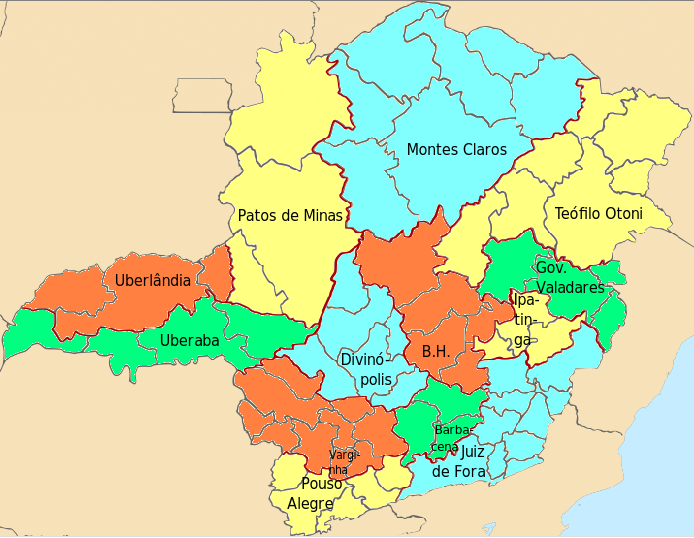
A região de os Gerais corresponde à Região Geográfica Intermediária de Montes Claros, à Região Geográfica Intermediária de Patos de Minas e à Região Geográfica Intermediária de Teófilo Otoni.

Mapa dos falares de Minas Gerais. No norte, o falar geraizeiro. No centro e leste, o falar mineiro. No sul e oeste, o falar caipira.

Há um grupo específico de comunidades tradicionais geraizeiras que vivem nas chapadas e outras formações serranas similares que é chamado de "chapadeiros", isso quando não se autoidentificam com essa denominação identitária. Por outro lado, há grupos que consideram as nomenclaturas "geraizeiros" e "chapadeiros" como variações terminológicas de uma mesma comunidade tradicional.
Em 2007, os povos tradicionais foram reconhecidas oficialmente pelo Governo do Brasil, se enquadrando na política de desenvolvimento sustentável das comunidades tradicionais (PNPCT).

## Reconhecimento
Em 2007, os povos tradicionais, entre eles o geraizeiro, foram reconhecidas pelo Governo do Brasil, que através da política nacional de desenvolvimento sustentável dessas comunidades (PNPCT), ampliou o reconhecimento feito parcialmente na Constituição de 1988, agregando aos indígenas e aos quilombolas outros povos tradicionais, a saber: ribeirinho, caiçara, castanheira, catador de mangaba, retireiro, cigano, cipozeiro, extrativista, faxinalense, fecho de pasto, geraizeiro, ilhéu, isqueiro, morroquiano, pantaneiro, pescador artesanal, piaçaveiro, pomerano, terreiro, quebradeira de coco-babaçu, seringueiro, vazanteiro e, veredeiro. Aqueles que mantêm um modo de vida primordial, intimamente ligado aos recursos naturais e ao meio ambiente em que vivem.
Assim, todas as políticas públicas decorrentes da PNPCT beneficiarão oficialmente o conjunto das populações tradicionais.

## Dialeto
A região norte do estado mineiro possui um falar diferente dos falares mineiro e caipira. É assemelhado ao falar do interior do estado da Bahia, segundo o EALMG (Esboço de um Atlas Linguístico de Minas Gerais), publicado pela UFJF em 1977. O EALMG foi o segundo atlas linguístico feito no Brasil. Tem como autores os professores linguistas Mário Roberto Lobuglio Zágari, José Ribeiro, José Passio e Antônio Gaio.
Alguns núcleos urbanos que apresentam o sotaque geraizeiro são: Montes Claros, Paracatu, Teófilo Otoni, Governador Valadares, Galileia, Nacip Raydan e Várzea da Palma.

## Comemoração
Desde 2011, comemora-se anualmente no dia 8 de dezembro (dia da festa litúrgica católica Imaculada Concepção de Nossa Senhora) o Dia dos Gerais, com festa no município de Matias Cardoso, fundado pelos bandeirantes paulistas Januário Almeida e seu filho, Matias Cardoso de Almeida. A data foi iniciativa do deputado estadual Paulo Guedes. A data foi escolhida por ser o dia da padroeira da igreja matriz municipal, construída em 1664. O município de Matias Cardoso se torna, nesse dia, a capital estadual simbólica.